# 近代に作られた神楽
近代に作られた神楽（きんだいにつくられたかぐら）では、明治以降に創作された神楽（楽曲、及び舞踊）について説明する。

## 概要
明治以降に国風歌舞や謡物の手法で多くの神楽が製作された。広義では雅楽の延長線としても考えられるが、神社祭祀に特化した新たな創作神楽であることから、狭義では雅楽と明確に区分される。特に宮内省楽部の楽長であり、多くの神楽を製作した楽家出身の多忠朝は神社祭祀に於ける日本神話を論拠とする神楽舞の重要性を主張している。

## 各曲の解説
各曲の歌詞はs:近代に作られた神楽を参照。

## 神前神楽

### 浦安の舞
詳細は浦安の舞を参照。

### 悠久の舞

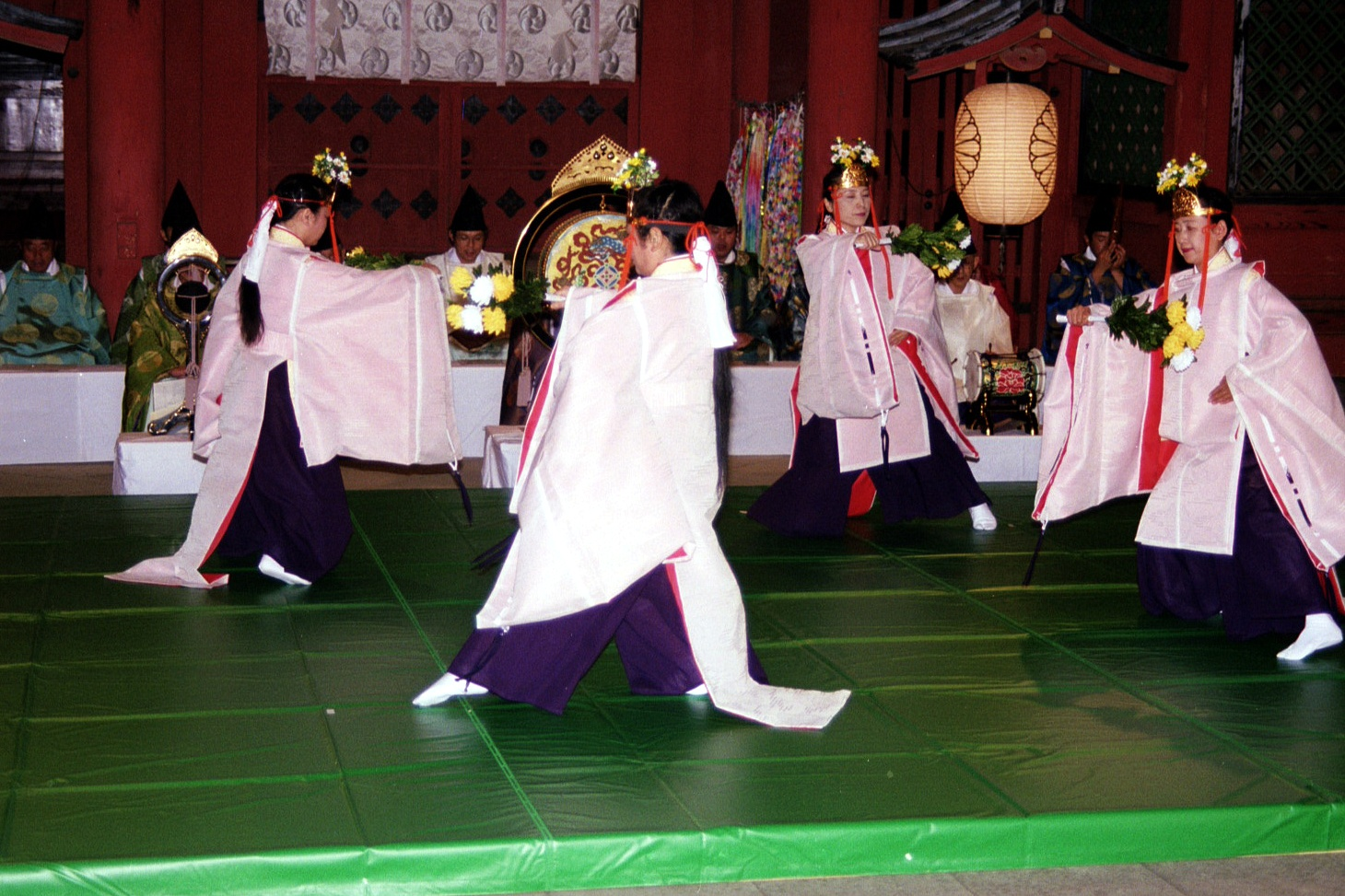
悠久の舞

皇紀二千六百年奉祝のために舞われる奉祝舞楽として宏覚禅師が元寇襲来の頃に詠んだ和歌（s:愛国百人一首の37番）を歌詞として多忠朝が作曲作舞。当初は男舞だったが1964年に東京オリンピック開催に併せて多静子によって女舞の神楽に改作された。装束は男舞の場合は奈良時代の武官束帯をモチーフにしたものであった。女舞の場合は天冠・小忌衣（青摺の模様が入り左肩より赤紐を垂らす）・単・濃（こき）色の差袴。使用する楽器は笙・篳篥・龍笛・箏・釣太鼓・鞨鼓。採物は男舞は笹、女舞は菊花。ごく少数ではあるが現在でも改作前の男舞を行っているところがある。

### 新年の舞
今様形式の歌詞3コーラスに曲と振りを付けた女舞。装束は一般的な千早で額に麻緒を巻くのが特徴。

### 玉垣の舞
明治天皇の御製「我が国の為をつくせる人々を名をむさし野にとむる玉かき」に多忠朝が作曲と振りを付けた巫女舞の四人舞。靖國神社の御創立記念日祭（6月29日）に奉納される。装束は少女の晴れの服である汗衫（かざみ）装束で、緋の袴に単・あこめを着、さらにその上に千早を前後共に長くした仕立ての汗衫を着用する。汗衫は浦安の小忌衣に似て見えるがまったく違う装束である。
尚、この御製にて、多忠朝が作曲した洋譜もあり（舞なし）、靖國神社奉頌歌として靖國神社の春秋例大祭の清祓本殿の儀（4月21日、10月17日）にて斉唱奉納される。

### 呉竹の舞
昭憲皇太后の御歌に曲と振りを付けた女舞。明治神宮で行われる昭憲皇太后祭（4月11日）、子供の日（5月5日）に奉納される。装束は薄紅梅有紋の単に無紋精好の千早を着用。

### 寿の舞
昭憲皇太后の御歌に曲と振りを付けた女舞。明治神宮の結婚式の時に巫女1名が一般的な千早で神楽鈴を持って舞う。

### みたま慰の舞
香淳皇后が1937年に靖國神社祭神の鎮魂の為に詠んだ御歌「やすらかに眠れとぞ思ふきみのため　命ささげしますらをのとも」に、1951年に多忠朝が作曲作舞した巫女舞。一人舞・二人舞・四人舞とがあり、曲と舞が異なっている。各地の護国神社では鎮座地の少女が巫女として舞う場合もある。

### 靖國の舞
大伴家持が詠んだ海行かばの和歌（長歌の一部）に、1942年に多忠朝が国風歌舞の手法で曲と振りを付けたもの。男舞と女舞があり、又舞う人数によって振りが変わる。装束は男舞の場合は奈良時代の武官束帯をモチーフに作られたものを使用する。女舞の場合は千早を長くしたような装束であり、護国神社で鎮座地の少女が舞う場合は千早の例が見られる。

### 八乙女の舞
昭和の御大礼（1927年）の際に主基斎田に定められた「八乙女の舞」「御田植の舞」に従って、明治天皇の御製3首に1933年に多忠朝が作曲作舞した巫女舞。

## 祭祀舞

### 豊栄舞

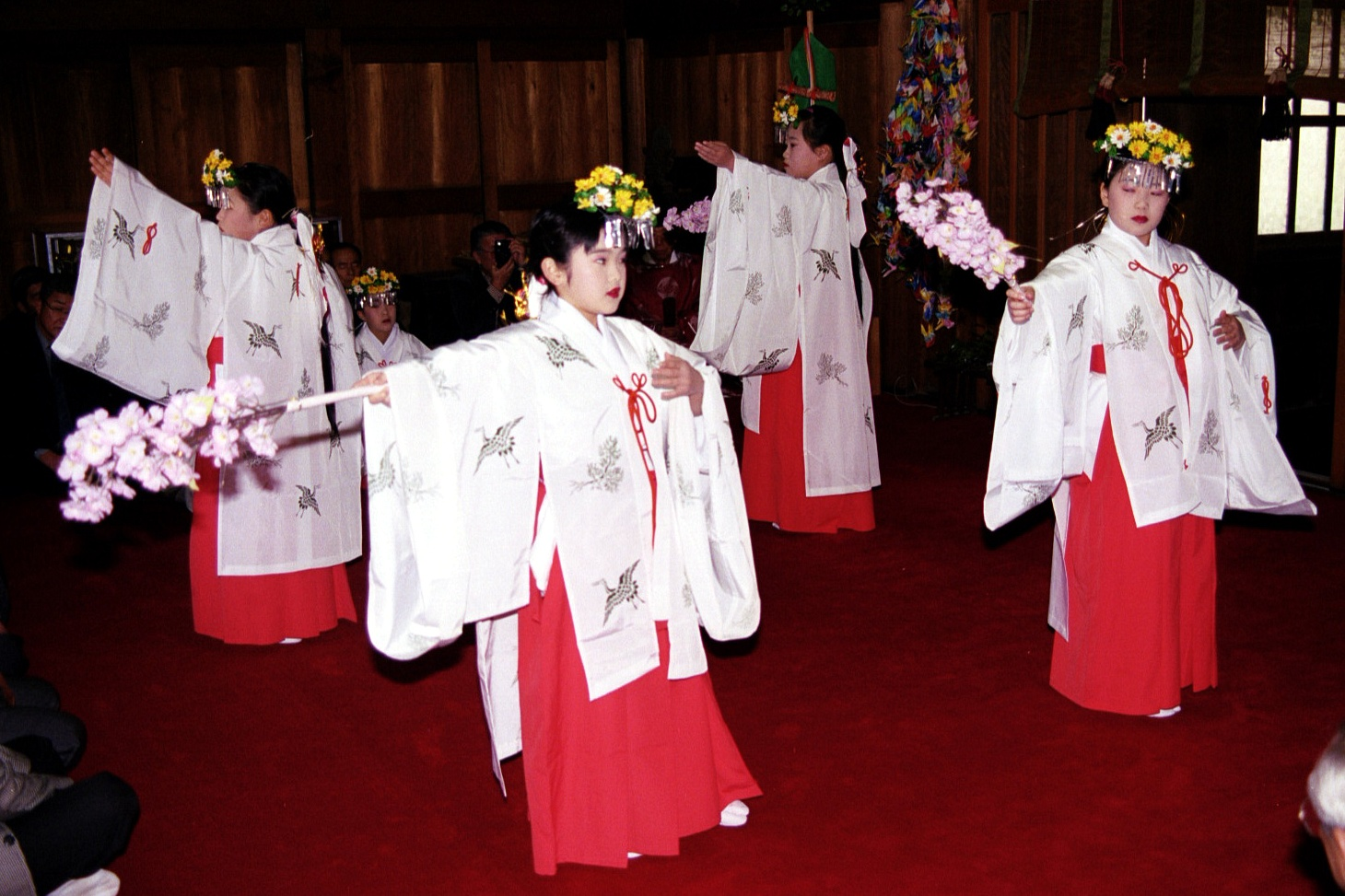
豊栄舞

1950年に越天楽と風車(東儀和太郎作曲)で構成した曲に臼田甚五郎作詞の歌詞を付けたものであり、楽曲は神社本廳の神社賛歌に指定されている。女性が舞うことを前提にしたため乙女の舞とも呼ばれる。装束は白拍子に似た水干に緋袴が正式とされるが千早の場合が多い。使用する楽器は笙・篳篥・龍笛・楽琵琶・箏・鞨鼓・楽太鼓・鉦鼓・笏拍子。採物は紅白の布帛を付けた榊を用いるが、四季折々の花などを用いる場合もある。

### 朝日舞
明治天皇の御製2首に1950年に東儀和太郎が曲を付けたもの。舞姫が居ない神社で男性神職が舞うことを想定して作られた為、宮司舞とも呼ばれる。装束は正式には衣冠。略式には狩衣となる。丸い輪（鏡を表す）を付けた榊を持って舞う。極稀に巫女が狩衣を着装して舞う場合もある。使用する楽器は神楽笛又は竜笛・篳篥・和琴・笏拍子。

## 菅原道真公千百年大祭記念神楽舞

### 紅わらべ
菅原道真が幼少の頃に詠んだ和歌に2002年に芝祐靖が曲と舞を付けたもの。歌詞も大変可憐なため、少年少女が舞う事を前提にした可憐な感じの曲と振り付けが付けられた。当初は天満宮系列の神社で奉納されたが、後に、それ以外の神社でも奉納されるようになった。装束は少女は緋、少年は紫の袴に錦で作られた狩衣に似た稚児装束となる。巫女（中学生以上）が舞う場合は梅の柄、又は地紋が美しい千早となる。尚、同時に神職舞「桃李霞」も作られた。

## 備考

### 3種類以上の神楽が見られる祭祀儀礼等
鑑賞、撮影可能なもの　※は氏子などの少女が奉仕
- 北海道
  - 6月14～15日：例祭　北海道神宮（札幌市中央区、浦安、悠久）
- 東北
- 北関東
  - 5月上旬：雅楽鑑賞の夕べ　群馬県護国神社（高崎市、浦安、豊栄※、悠久）
  - 10月上旬：雅楽秋の演奏会　貫前神社（富岡市、浦安、豊栄※、悠久）
  - 10月下旬：大杉祭　大杉神社（稲敷市、浦安、悠久）※
  - 11月3日：例大祭　富士浅間神社（深谷市、浦安、豊栄、朝日(少女)）※
- 南関東
  - 12月頃：神楽舞公演　明治神宮会館ホール（渋谷区、浦安、悠久、呉竹、他各種）（2年に1度、入場有料）
- 中部
- 京都府
- その他の関西
  - 3月上旬：てんま天神梅まつり　大阪天満宮（大阪市北区、浦安、豊栄、紅わらべ※、浪速神楽）
  - 4月4日：神楽祭　佐備神社（富田林市、浦安、悠久、朝日(女性)、紅わらべ※、浪速神楽）
- 中国
- 四国
- 九州
  - 9月25日：千灯明　太宰府天満宮（太宰府市、浦安、悠久）

### 装束について
神社祭祀で用いられる衣冠や狩衣に対して、各曲で正式とされる装束は需要が少ない為に高額となり、また転用も利かないため、これを調達できるのは財政に余裕がある神社に限定される。また、後述の略装束と比べて装束の重量や形態(裳などの長大な部位)からも舞の難易度が高くなり、その為正式の装束よりも略装束で舞われる例のほうが多い。特に年少者が正式の装束を着用することは稀な例と言える。
又、浦安・豊栄・紅わらべ以外の曲は少女が舞う事を考慮していない場合が多いため、これらを少女が舞う事は希少である。
多くの曲において千早と緋袴を略の装束としている。千早の青摺模様は松鶴をあしらったものが多いが、浦安の舞の略装束として菊の青摺模様をあしらった「浦安柄」と称する千早も用意されている。曲によっては千早に特色のある柄が入る、よく練られた光沢のある布地を用いるなどの例がある。稚児行列と同様の稚児装束の場合もある。化学繊維の略装束は比較的調達しやすく、また軽量であること、子供用も用意されていることから、少年少女が着用するのは略装束の例が多い。